# Дискос (литургија)
Дискос је округли раван пладањ или освећени тањир на који се полажу Свети Агнец и честице извађене из просфора током проскомидије, за претварање у истинско Тело Христово.  Као један од богослужбених предмета или светих сасуда дискос  је најчешће израђивана у комплету са литургијском звездицома, са којом је употребњаван током богослужења. Овај свети сасуд се користу у литургији Источне православне, оријенталне православне и источне католичке цркве. Звездица симболизује Витлејемску звезду. Историјски гледано, звездица се такође користила и у неким деловима Римокатоличке цркве.
На дискос се такође стављају честице из других просфора. Он представља и јасле у које је био положен новорођени Христос, и Његов гроб, и Голготу.
Дискос се такође употребљава приликом освећења православних храмова а на њега се тада полажу честице моштију мученика који су се подвизавали ради владике Христа достојно учествујући у једнакој части са њим и стојећи пред престолом Славе.